# Gordon B. Ingram
Gordon B. Ingram (30 de dezembro de 1924 - 4 de novembro de 2004) foi um inventor e empresário estadunidense. Juntamente com Mitchell WerBell III, ele fundou a Military Armament Corporation. Ingram foi o criador das pistolas-metralhadoras MAC-10 e MAC-11 e é amplamente creditado por repopularizar à metralhadora.

## Biografia
Gordon B. Ingram nasceu em Los Angeles, Califórnia. Sua primeira incursão no mundo do design de armas foi durante seus anos de serviço no Exército dos Estados Unidos. Ele projetou o Ingram Model 6 em 1949; e depois projetou e fabricou o MAC-10 e o MAC-11, o que lhe valeu o apelido de "pai da pistola automática". Suas realizações de design duraram mais de 40 anos e deixaram para trás vários designs notáveis. Sua série de rifles Ranchero e Durango incorporou o conceito de armas de uso múltiplo que usam não apenas as mesmas balas de pistola, mas também carregadores associados.
Ingram também era conhecido por suas associações com alguns dos maiores personagens do setor de defesa, como Mitchell WerBell III, que projetou o supressor do MAC-10.